# Italdesign Giugiaro
Italdesign-Giugiaro S.p.A (znane też jako Italdesign) – włoska firma projektująca i produkująca samochody. Siedziba firmy mieści się w Turynie, we Włoszech. Współzałożycielami firmy byli Giorgetto Giugiaro i Aldo Mantovani.

## Historia firmy
Firma została założona 13 lutego 1968 roku pod pierwotną nazwą Studi Italiani Realizzazione Prototipi przez dwie rodziny: Giugiaro i Mantovani. Na początku współpracowali z takimi firmami jak Volkswagen i Alfa Romeo. W połowie lat 70. rozpoczęła się współpraca z BMW, Hyundai oraz Fiatem, projektując m.in. Fiata Pandę na początku lat 80., a także inne modele, jak Uno, Croma oraz Lancia Thema.
Na początku lat 90. Italdesign przeistoczył się w Italdesign Group włączając kilka mniejszych firm: SALLIG (firma produkująca elementy do prototypów) oraz ETM (Engineering Technologies Methods). W roku 1999 Italdesign Group zmieniło nazwę na Italdesign-Giugiaro S.p.A.
Obecnie firma znana jest najbardziej ze studiów projektanckich Giugiaro Design, dla których pracuje również znany projektant Giorgetto Giugiaro. 

## Pojazdy zaprojektowane przez Italdesign

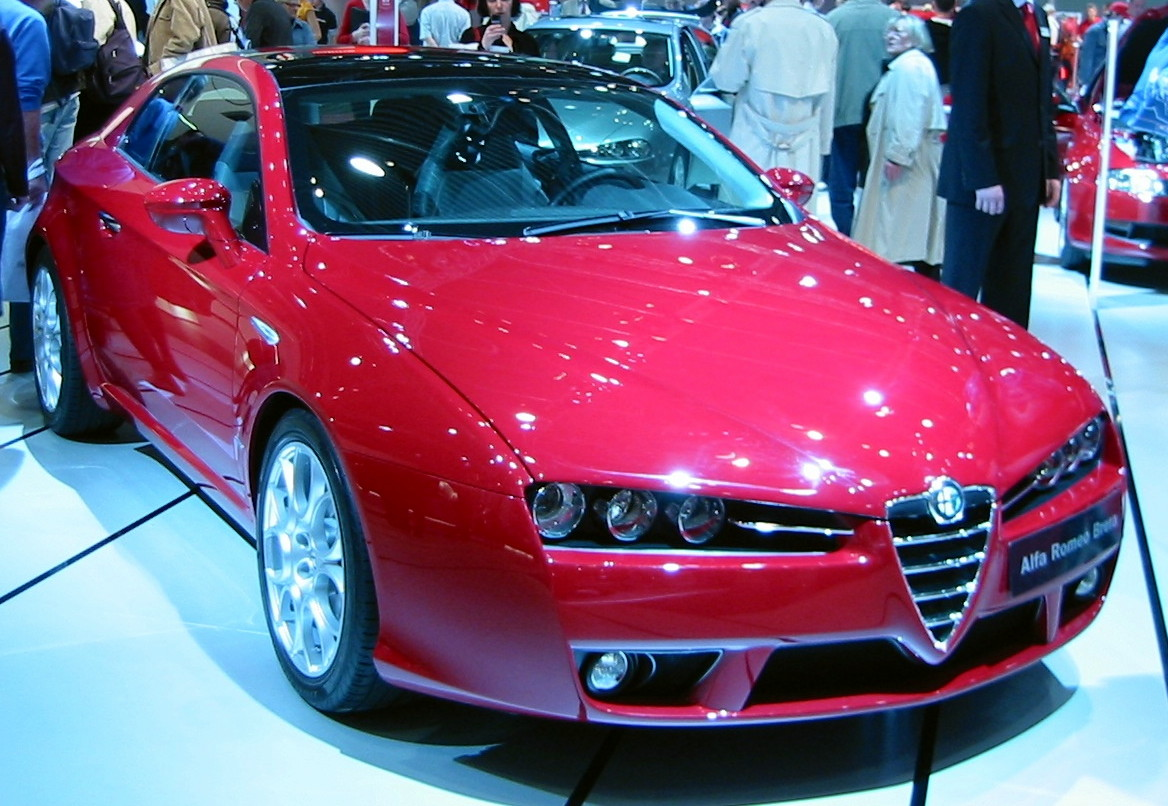
Alfa Romeo Brera

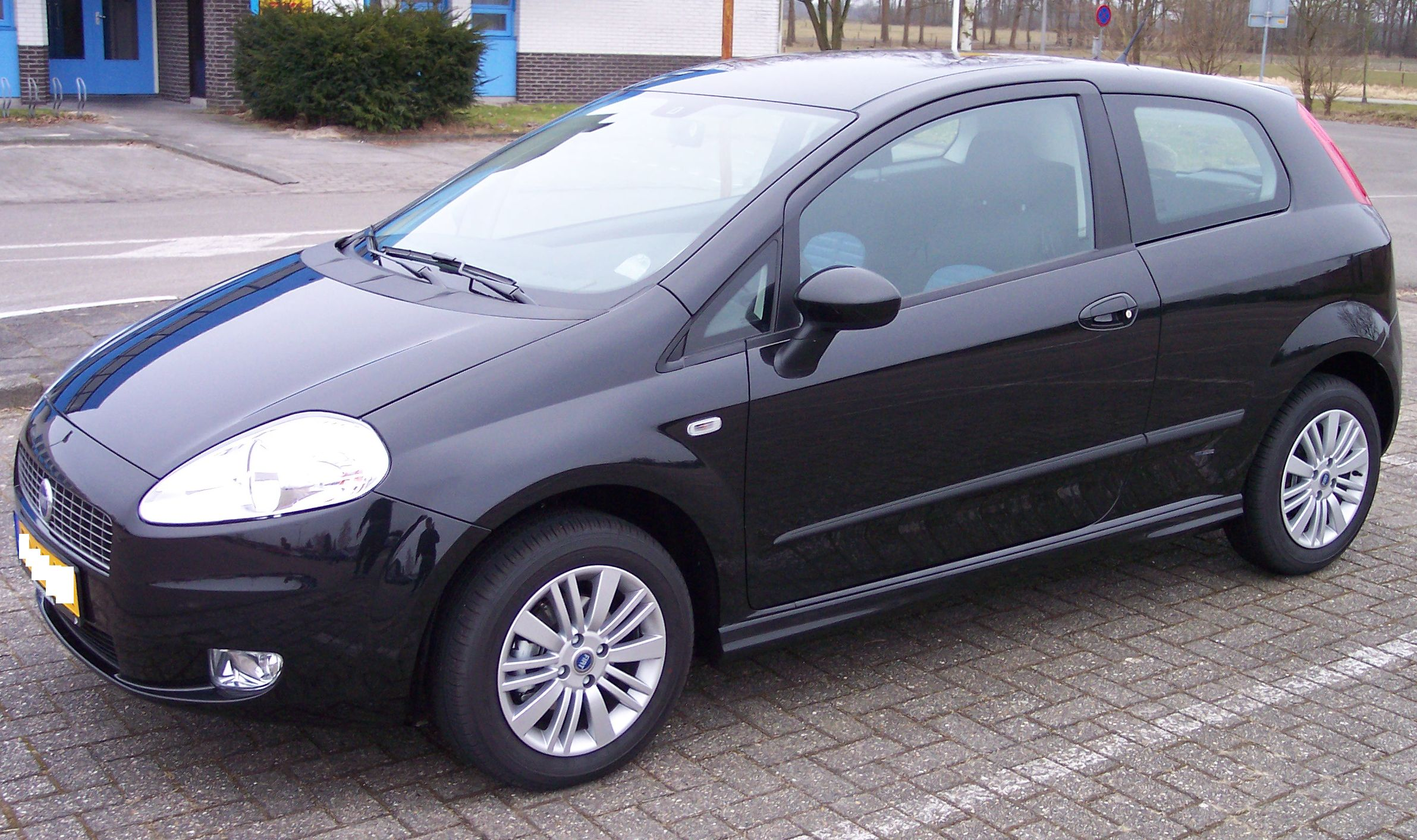
Fiat Grande Punto

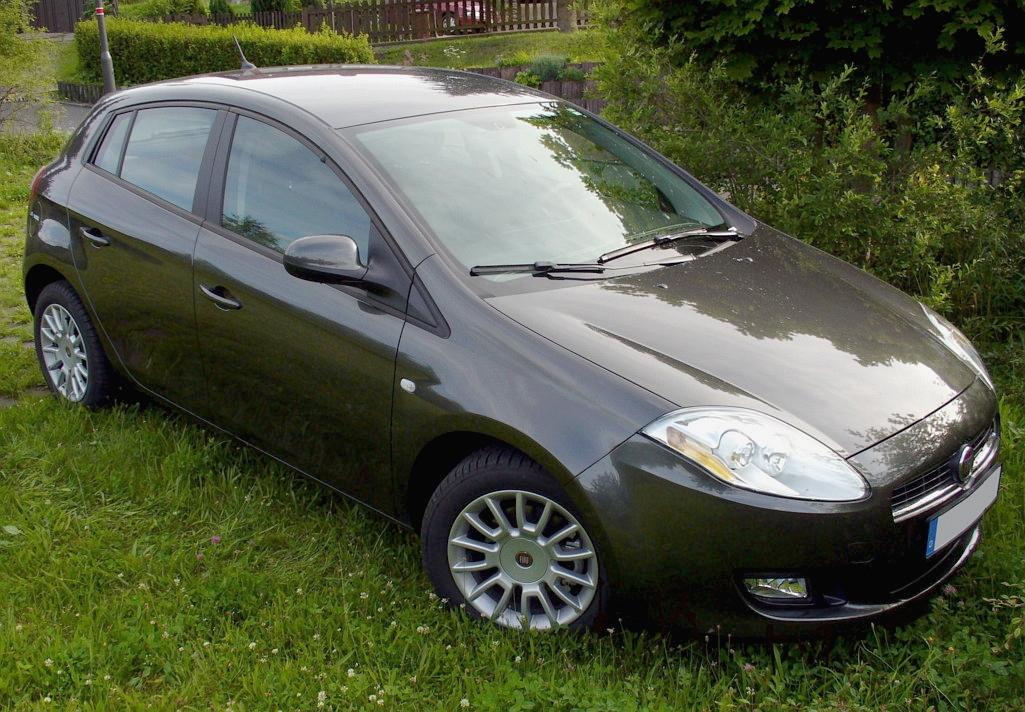
Fiat Bravo 2007

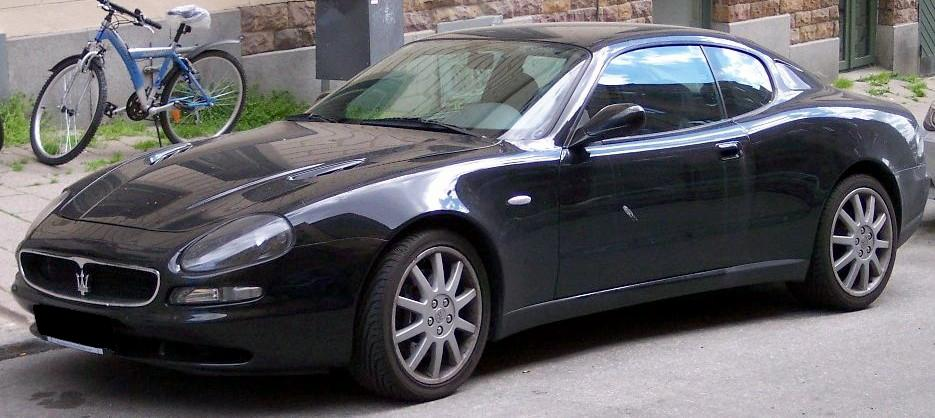
Maserati 3200 GT

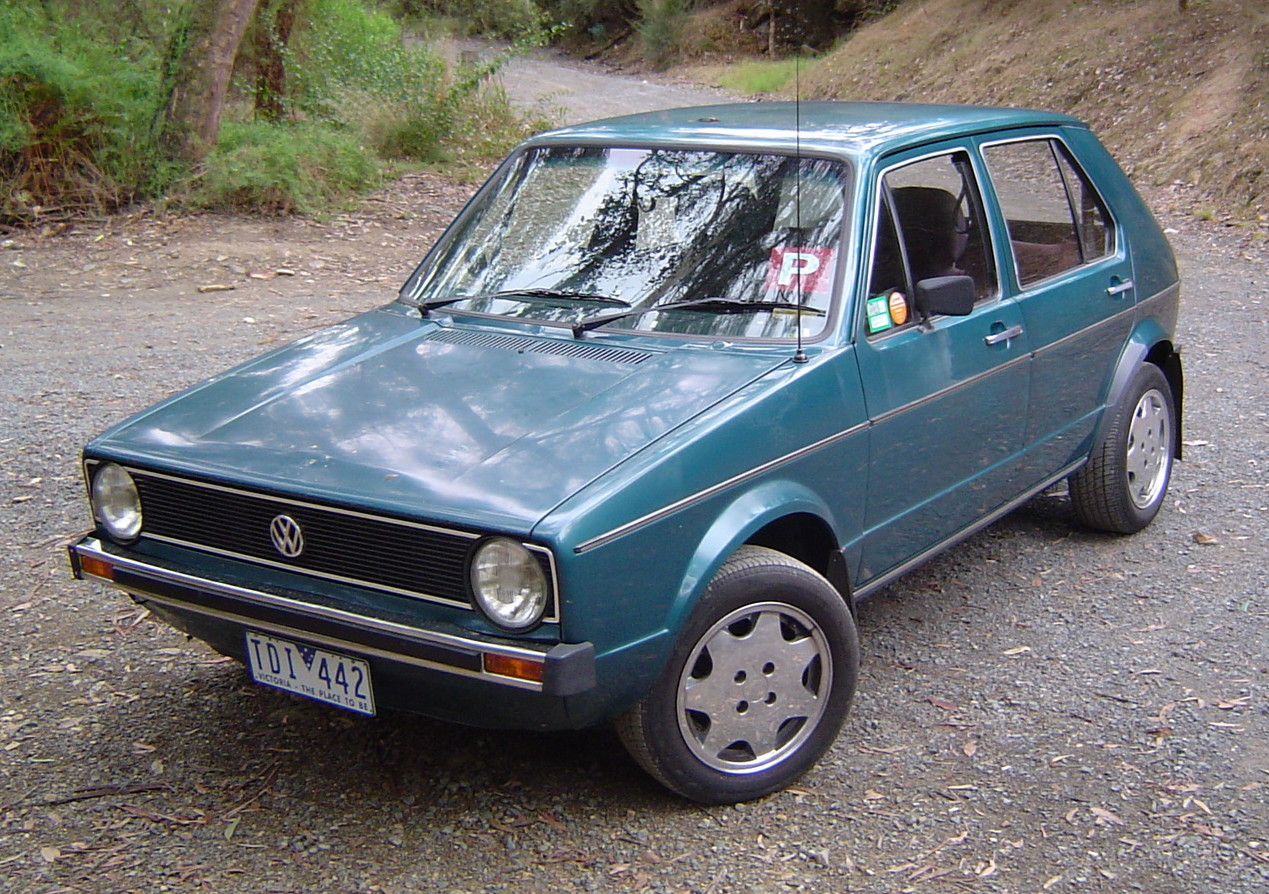
Volkswagen Golf I w wersji 5-drzwiowej

Samochody seryjne.
- Alfa Romeo Alfasud (1972)
- Alfa Romeo Alfetta GT/GTV
- Alfa Romeo 159
- Alfa Romeo Brera
- Audi 80 (1978)
- BMW M1
- Brilliance BS2
- Brilliance BS6
- Daewoo Lacetti
- Daewoo Lanos
- Daewoo Leganza
- Daewoo Matiz
- Daewoo Kalos
- Daihatsu Move
- DeLorean DMC-12
- FAW Besturn B50
- FAW Besturn B70
- Fiat Croma
- Fiat Bravo 2007
- Fiat Ducato
- Fiat Duna
- Fiat Idea
- Fiat Grande Punto
- Fiat Panda (1980)
- Fiat Punto
- Fiat Sedici
- Fiat Siena
- Fiat Uno
- Hyundai Pony (1974)
- Hyundai Stellar
- Hyundai Excel
- Hyundai Sonata (1988)
- Isuzu Piazza
- Isuzu Gemini
- Iveco Campagnola
- Iveco Massif
- Lotus Esprit
- Lamborghini Gallardo
- Lancia Delta (1979)
- Lancia Prisma
- Lancia Thema
- Lexus GS
- Maserati Bora (1971)
- Maserati Boomerang
- Maserati MC12
- Maserati Merak
- Maserati 3200 GT
- Maserati 4200 Coupe (2002)
- Maserati Ghibli (1966)
- Maserati Quattroporte (1976)
- Maserati Spyder (2002)
- Mini
- Renault 19
- Renault 21
- Saab 9000
- SEAT Córdoba (1993)
- SEAT Ibiza (1984), (1993)
- SEAT Málaga (1985)
- SEAT Toledo (1991)
- SsangYong Rexton
- Subaru SVX
- Suzuki SX4
- Volkswagen Golf
- Volkswagen Passat (1973)
- Volkswagen Scirocco (1974)
- Yugo Florida

Prototypy
- Alfa Romeo Scighera
- BMW Nazca C2
- Bugatti ID 90
- Daewoo Bucrane
- Ferrari GG50
- Ford Mustang Italdesign
- Italdesign Frezer
- Italdesign Hybrid
- Italdesign Lucciola
- Italdesign Namir
- Italdesign Quaranta
- Italdesign Scighera
- Italdesign Vadho
- Lamborghini Cala
- Lotus Etna
- Proton Emaz Italdesign